# Antti Kurvinen
Pour les articles homonymes, voir Antti et Kurvinen.
Antti Ilmari Vilhelm Kurvinen (né le 14 juillet 1986 à Ylihärmä) est un homme politique finlandais,.

## Biographie
Antti Kurvinen est élève du lycée d'Alahärmä jusqu'en 2005. Il obtient une maîtrise en droit de l'Université de Laponie en 2013. 
Avant son élection au parlement de Finlande, il travaillait comme avocat dans un cabinet d'avocats depuis 2013.

## Carrière politique
Antti Kurvinen est président de la section jeunesse du Parti du centre de 2009 à 2013. 
Il a été élu à ce poste en octobre 2009, après avoir battu son adversaire Jouni Pitkänen par 128 voix contre 105 voix. 
En 2009, il est élu président de l’union des étudiants centristes,.
Aux élections municipales finlandaises de 2004, Antti Kurvinen arrive en tête à Ylihärmä. 
En 2006, Antti Kurvinen est nommé adjoint au conseil municipal d'Ylihärmä. 
Aux élections municipales finlandaises de 2008, Antti Kurvinen est élu pour la première fois au conseil municipal de Kauhava. 
Lors des élections municipales de 2012, il est élu pour un nouveau mandat en tant que porte-parole de la municipalité.
Il est le premier vice-président du conseil municipal.
Antti Kurvinen a été également membre du conseil régional d'Ostrobotnie du Sud au cours de la période 2013-2016.
Antti Kurvinen est candidat aux élections législatives finlandaises de 2011 dans la circonscription de Vaasa, mais n'est pas été élu avec 3 588 voix. 
Il est élu député de la circonscription de Vaasalors des élections législatives finlandaises de 2015  avec 5 838 voix.
Aux élections législatives finlandaises de 2019, Antti Kurvinen recueille un total de 5 459 voix dans la circonscription de Vaasa et est élu pour un nouveau mandat. 
Aux élections législatives finlandaises de 2023 il est réélu député de la circonscription de Vaasaavec 6 821 voix.
Le 26 mai 2021, Antti Kurvinen a été élu successeur d'Annika Saariko au poste de ministre de la Science et de la Culture dans le gouvernement Marin.
Il a pris ses fonctions de ministre de l'Agriculture et des Forêts le 29 avril 2022 après la démission de Jari Lepä de son poste,.
Depuis juin 2023, il est président du groupe parlementaire du parti du Centre.
Antti Kurvinen a participé aux travaux législatifs de la directive sur le droit d'auteur dans le marché unique numérique.

## Prix et reconnaissance
- Ordre du Lion de Finlande, 2022[18]